# أيغيوس
أيغيوس هو شخصية في الأساطير الإغريقية، وهو ابن بانديون الثاني وحفيد كيكروبس، وكان ملك أثينا ووالد ثيسيوس، وكان قد أطاح به أولاد أخوه عن العرش ولكن ثيسيوس هزمهم وأعاد أباه للسلطة من جديد. ذهب ثيسيوس لكريت ليخلص أثينا من الجزية المفروضة عليها من الشباب والفتيات الذين يقمون أضحية للمينوتور، ووعد أباه أيغيوس أنه إذا نجح في مسعاه فسوف يغير الأشرعة السوداء في السفينة إلى بيضاء، ولكن في طريق العودة نسي أن يضع الأشرعة البيضاء فظن أبوه أن ابنه فقد حياته فرمى بنفسه من صخرة عالية ومنها ظل يراقب البحر الذي سمي عليه، وكرمه الأثينيون بتمثال ومزار وسميت إحدى القبب الأتيكية عليه.